# Conus cylindraceus
Espèce
Statut de conservation UICN

 LC  : Préoccupation mineure
Conus cylindraceus est une espèce de mollusques gastéropodes marins de la famille des Conidae.
Comme toutes les espèces du genre Conus, ces escargots sont prédateurs et venimeux. Ils sont capables de « piquer » les humains et doivent donc être manipulés avec précaution, voire pas du tout.

## Description
La taille de la coquille varie entre 17 mm et 59 mm. La coquille présente de fines stries tournantes, quelque peu granuleuses vers la base. Sa couleur est châtain, striée longitudinalement de blanc, avec fréquemment une bande supérieure et inférieure de maculations blanches. 

## Distribution
Cette espèce marine est présente dans l'Océan Indien au large de Madagascar, Mozambique, des Mascareignes au large de l'Indochine et de l'Indo-Malaisie, au large de l'Océanie, de Hawaï et de l'Australie occidentale.

### Niveau de risque d’extinction de l’espèce
Selon l'analyse de l'UICN réalisée en 2011 pour la définition du niveau de risque d'extinction, cette espèce est présente dans l'océan Indien occidental autour de Madagascar, ainsi que dans l'Indo-Pacifique, de l'Indonésie jusqu'à Hawaï et la Polynésie française. Elle n'est jamais commune dans toute son aire de répartition, notamment dans l'océan Indien occidental où elle est considérée comme rare. Il n'y a actuellement aucune menace connue pour sa population. Elle a donc été évaluée comme étant de préoccupation mineure.

## Taxonomie

### Publication originale
L'espèce Conus cylindraceus a été décrite pour la première fois en 1830 par le naturaliste britannique William John Broderip (1789-1859) dans la publication intitulée « Zoological Journal »,.

### Synonymes
- Conus (Turriconus) cylindraceus Broderip & G. B. Sowerby I, 1830 · appellation alternative
- Leporiconus cylindraceus (Broderip & G. B. Sowerby I, 1830) · non accepté
- Mitraconus cylindraceus (Broderip & G. B. Sowerby I, 1830) · non accepté
- Turriconus (Mitraconus) cylindraceus (Broderip & G. B. Sowerby I, 1830) · non accepté

## Identifiants taxonomiques
Chaque taxon catalogué par les bases de données biologiques et taxonomiques possède un identifiant qui permet d'établir un point de référence. Les identifiants de Conus cylindraceus dans les principales bases sont les suivants :
AFD : Conus_(Turriconus)_cylindraceus - CoL : 5ZXP4 - GBIF : 5728270 - iNaturalist : 431930 - IRMNG : 11097067 - NCBI : 526814 - TAXREF : 91935 - UICN : 192793 - WoRMS : 215474